# Hoofdklasse cricket 2007
De hoofdklasse cricket 2007, ook wel bekend als de Nachenius Tjeenk Hoofdklasse 2007, is de hoogste cricketcompetitie in 2007 in Nederland en startte op zondag 6 mei 2007.
In deze competitie werd voor het eerst de D/L-methode toegepast in de Nederlandse hoofdklasse cricket.
Verder was een nieuw onderdeel in de hoofdklasse cricket de play-offs. Hierin strijden de 4 hoogst geklasseerde clubs om de winst van de competitie. Er zijn geen play-offs om degradatie, de club met het minste aantal punten degradeert.
De volgende teams speelden in de hoofdklasse in 2007:
- Amstelveen:
  - VRA
  - VVV
  - ACC
- Den Haag:
  - HCC
  - HBS
  - Quick Haag
- Rotterdam:
  - VOC
- Schiedam:
  - Excelsior '20
  - Hermes DVS
- Voorburg:
  - Voorburg CC

Deze clubs speelden tevens mee in de Nachenius Tjeenk Twenty20 Cup 2007.

## Stand
Voor een gewonnen wedstrijd krijgt een team 2 punten, voor een gelijkspel 1 punt en voor verlies geen punten. 

De ranglijst wordt bepaald door het gemiddeld aantal punten per wedstrijd. Hierdoor hebben teams die minder hebben gespeeld geen nadeel.
| Rang | Club       | Wedstrijden gespeeld | Aantal punten |
| ---- | ---------- | -------------------- | ------------- |
| 1    | VRA        | 17                   | 26            |
| 2    | VOC        | 16                   | 24            |
| 3    | VCC        | 16                   | 18            |
| 4    | Quick Haag | 16                   | 17            |
| 5    | Hermes DVS | 16                   | 16            |
| 6    | Excelsior  | 14                   | 13            |
| 7    | HCC        | 17                   | 15            |
| 8    | HBS        | 16                   | 12            |
| 9    | VVV        | 17                   | 12            |
| 10   | ACC        | 17                   | 9             |

ACC degradeerde door de laatste plaats in 2007 naar de eerste klasse.

## Play-offs
In de play-offs speelden de beste 4 clubs tegen elkaar om te bepalen wie de landskampioen werd.
Op 1 september (met 2 september als reservedag) speelden de VRA en nummer Quick Haag tegen elkaar op het terrein van VRA in Amstelveen en VOC tegen VCC, op het terrein van VOC in Rotterdam. VRA en VOC wonnen deze eerste wedstrijden.
De winnaars van deze duels speelden op 8 september op het terrein van ACC in Amstelveen om het kampioenschap. VRA won deze wedstrijd. De keuze van het terrein heeft overigens niks te maken met de degradatie van ACC.
2007 · 2008 · 2009 · 2010 · 2011 · 2012 · 2013